# Mausoleu de Mulay Al-Idrissí II
El Mausoleu de Moulay Idriss II (en àrab: زاوية مولاي إدريس الثاني) és una zàuiya situada al cor del districte de Fes el-Bali, el districte més antic de Fes (Marroc). El mausoleu està dedicat a l'emir idríssida Al-Idrissí II i acull la seua tomba. Es considera, amb la Mesquita Quarawiyyin, el monument més famós i visitat de la ciutat.

## Història
Els primers fonaments del monument daten del segle IX, quan es va construir un primer allotjament: Dar al-Kaitoun (la casa de la tenda), ocupat per Idrís al-Àkbar, conjuntament amb la Mesquita al-Achraf (dels nobles).
Tanmateix, va ser durant el segle XV (vers el 1437), amb el descobriment del sarcòfag d'Idriss II pel visir wattàssida Zakarîyâ Yahyâ del soldà marínida Abd al-Haqq, que el conjunt urbà es transformà en una zàuiya per venerar l'emir idríssida, i esdevingué un important lloc de pelegrinatge.
El mausoleu ha sofert moltes restauracions i ampliacions, sobretot sota el regnat dels marínides, els wattàssides, els sadites i els alauites. La darrera restauració, la feu el rei Mohamed VI l'any 2009.

## Restauracions del mausoleu
El mausoleu va conservar l'arquitectura original fins al segle XIV. El 1308, els idríssides, descendents d'Al-Idrissí II van reconstruir l'edifici durant l'època marínida. Les obres de restauració, les feren els wattàsides al segle xv, que va permetre el descobriment del sarcòfag d'Al-Idrissí II. Les transformacions més importants s'hi donaren durant el regnat del soldà Mulay Ismail. L'edifici tenia una gran cúpula piramidal verda que albergava la tomba d'Al-Idrissí. Un baldaquí de fusta tallada amb incrustacions d'or i coure cobreix la tomba, envoltada de bigues de marbre blanc. Una font adorna el pati. També s'hi construí el minaret més alt de la medina. El 1824, el soldà Mulay Abd al-Rahman ben Hixam va fundar la nova mesquita.

## Galeria de fotos

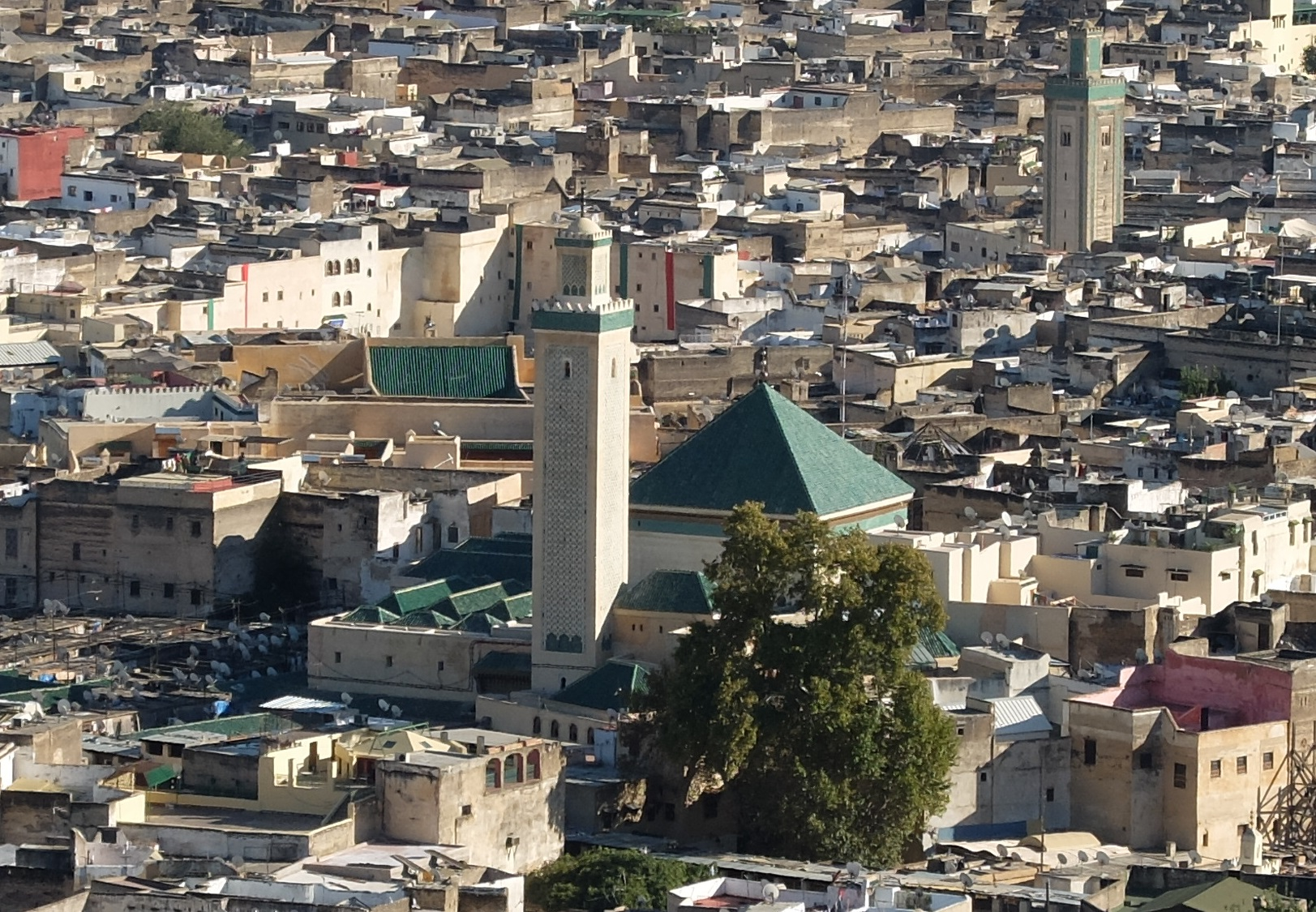
El mausoleu de Mulay Al-Idrissí II al centre del districte de Fes el-Bali
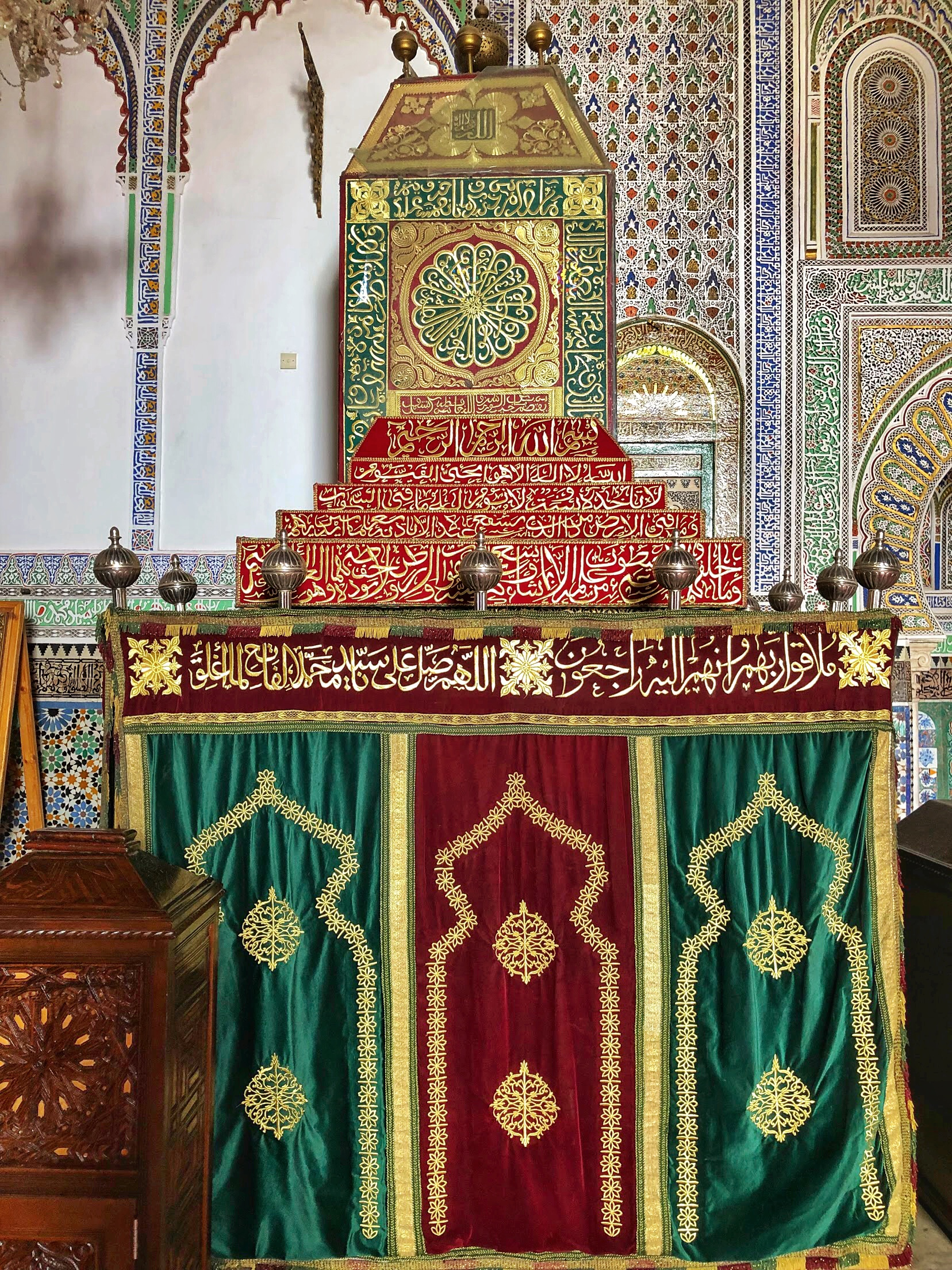
Tomba d'Al-Idrissí II
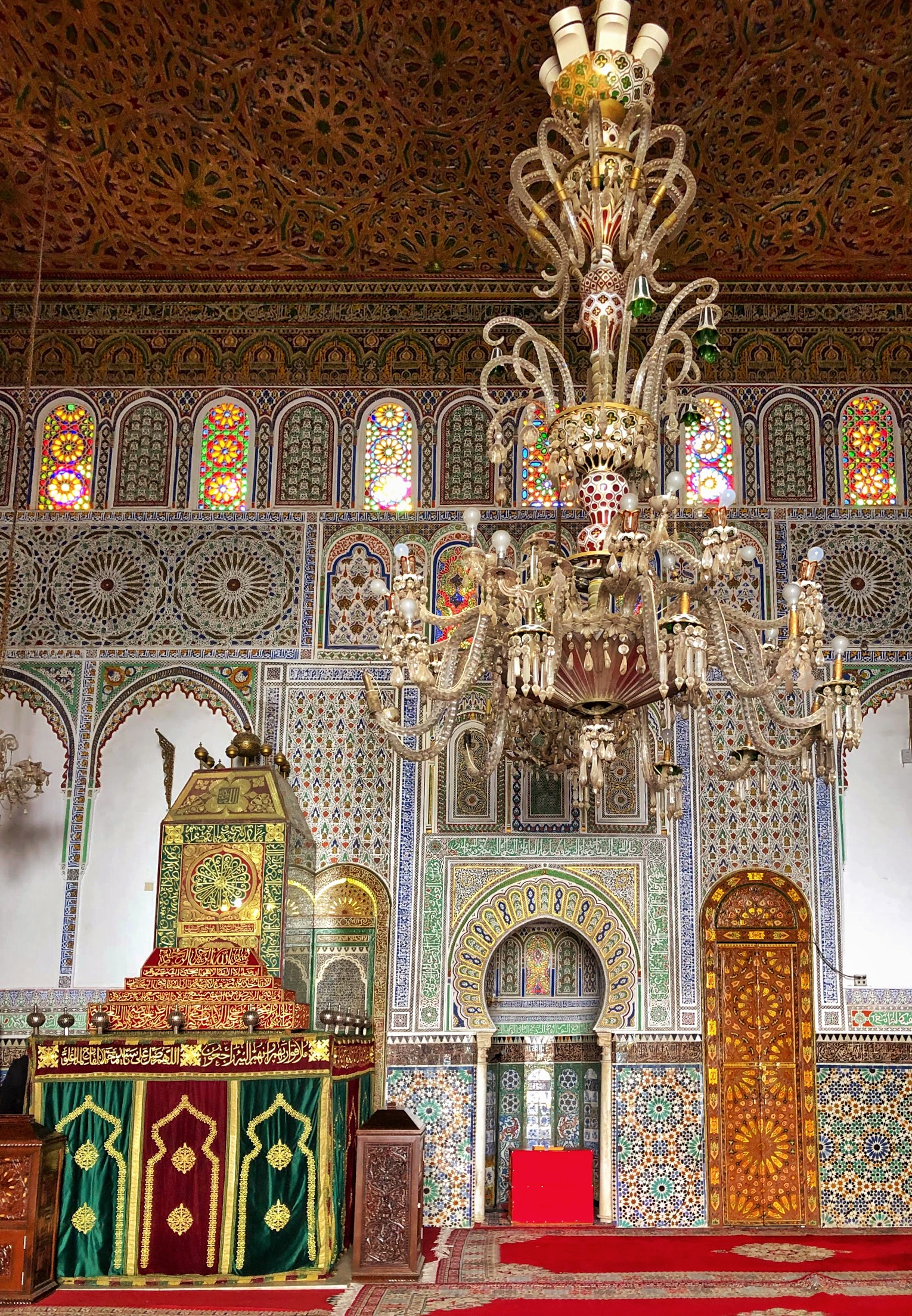
Tomba d'Al-Idrissí II amb el mihrab
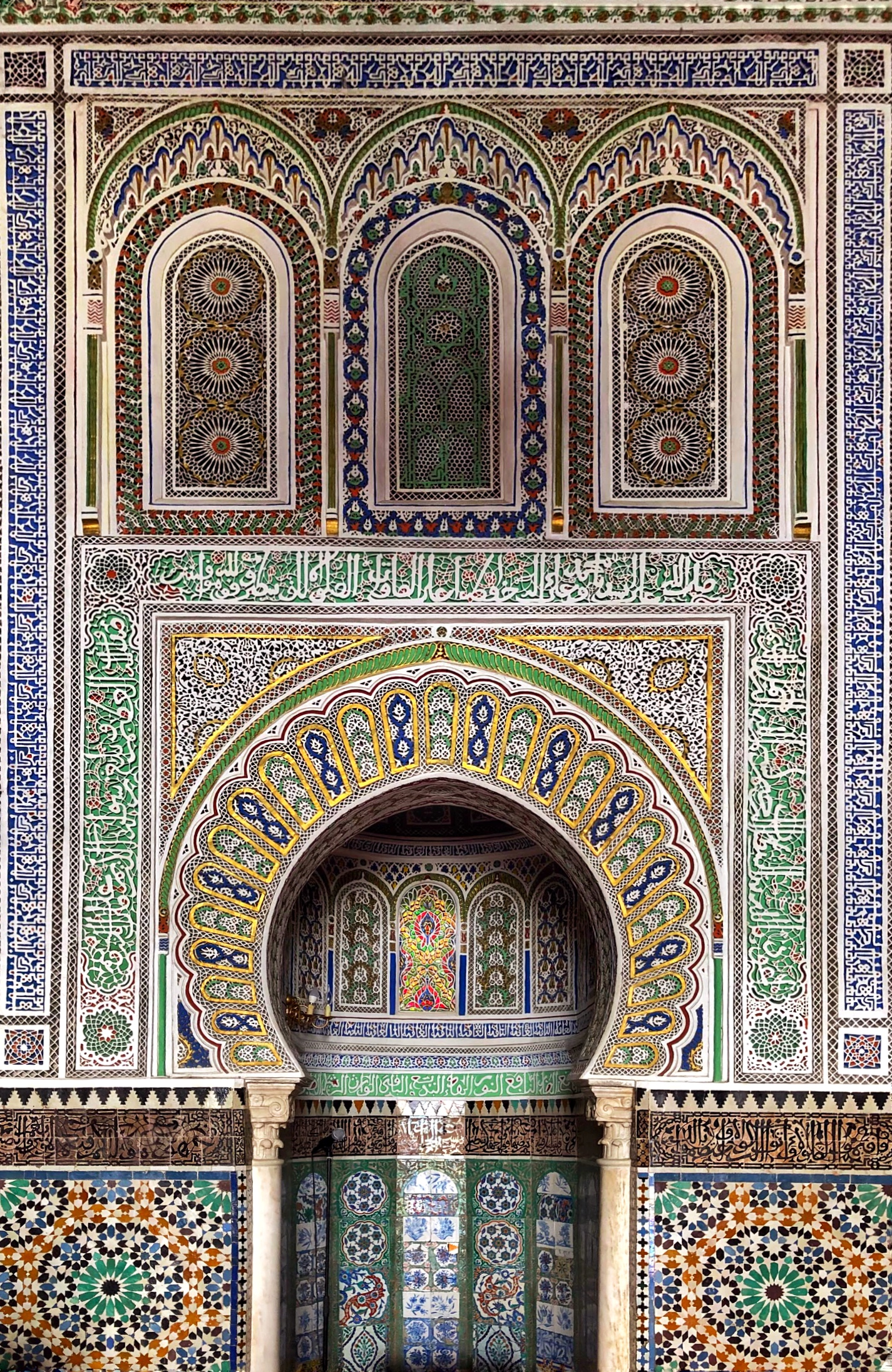
El mihrab del mausoleu
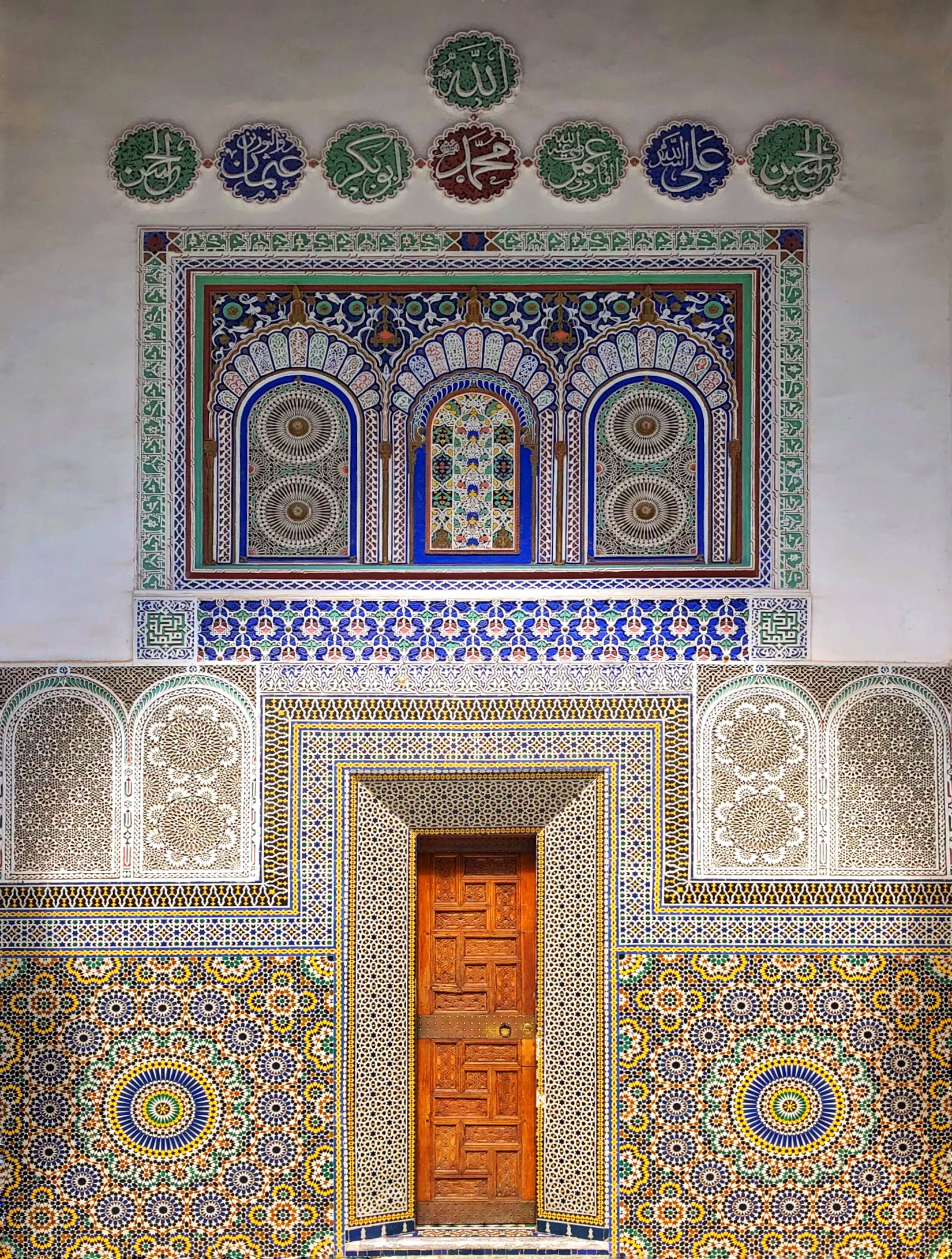
La porta que portava al minaret
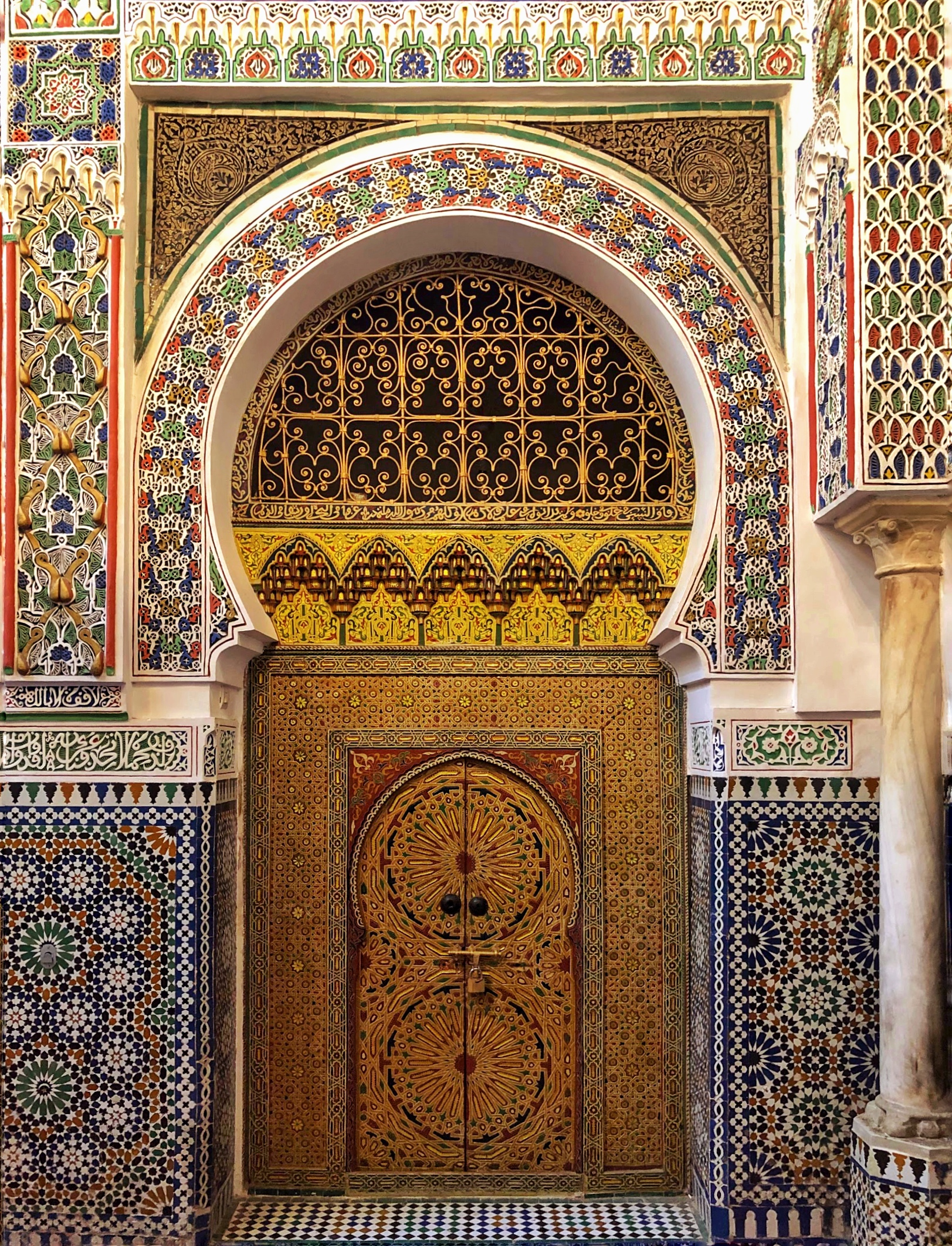
Porta al vestíbul des de l'entrada oest
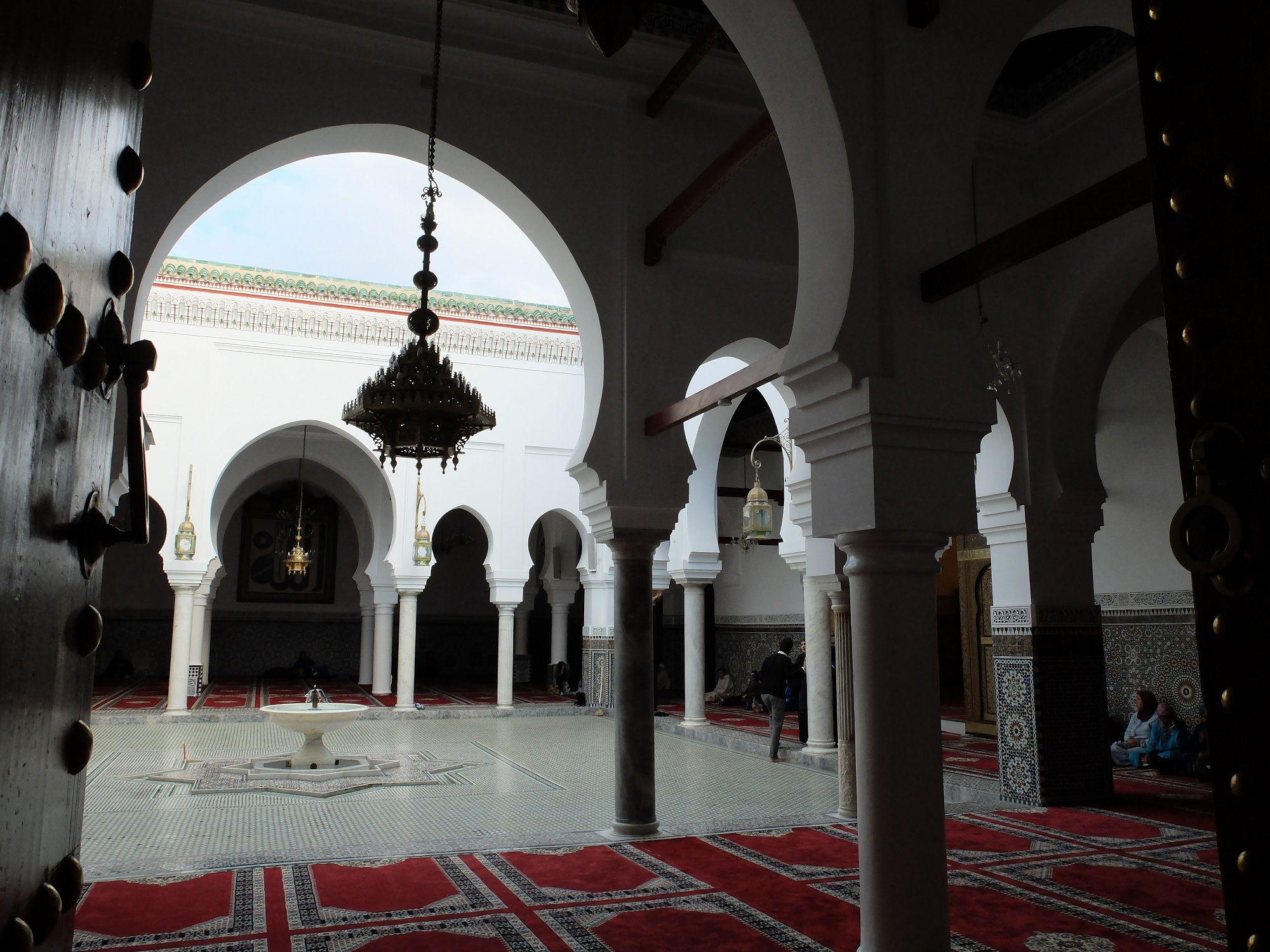
El pati del mausoleu vist des de la porta del nord